# Björn Schulz Stiftung
Die Björn Schulz Stiftung ist eine deutsche Stiftung, die sich der Kinderhospizarbeit widmet. Neben direkten Unterstützungsangeboten für betroffene Familien bietet die Stiftung in ihrer Akademie ein umfangreiches Fort- und Weiterbildungsprogramm an. 

## Geschichte
Die Björn Schulz Stiftung wurde 1996 von den Eheleuten Barbara und Jürgen Schulz in Berlin gegründet. Benannt ist sie nach deren Sohn Björn, der 1982 im Alter von sieben Jahren an Leukämie starb. Kinderhospizarbeit in Deutschland war zu dieser Zeit noch nicht etabliert, und so bekamen viele Familien keine Unterstützung, obwohl sie diese in ihrem Alltag dringend gebraucht hätten. Dagegen wollten Björns Eltern etwas unternehmen und gründeten einen Selbsthilfeverein, aus dem die Stiftung hervorging. Seitdem begleitet und unterstützt die Björn Schulz Stiftung Familien mit lebensverkürzend erkrankten Kindern, Jugendlichen und jungen Erwachsenen ab dem Zeitpunkt der Diagnose, während der meist langen Krankheitsphase und bis in die Zeit des Abschiednehmens und der Trauer.

## Die Angebote der Stiftung
Mit verschiedenen stationären und ambulanten Angeboten schuf die Stiftung ein umfangreiches Netzwerk der Hilfe: Der ambulante Kinderhospizdienst nahm 1997 als einer der ersten in Deutschland seine Arbeit auf. Der Sonnenhof – ein Hospiz für Kinder, Jugendliche und junge Erwachsene – eröffnete 2002. Außerdem bietet die Björn Schulz Stiftung folgende Unterstützungsangebote:
- Sozialmedizinische Nachsorge
- Ambulante Familiäre Hilfen
- Spezialisierte Ambulante Pädiatrische Palliativversorgung (SAPV-KJ)
- Kunsttherapie
- Musiktherapie
- Familienunterstützender Dienst
- Geschwisterangebote
- Trauerangebote für Eltern, Geschwister, Kitas und Schulen

Das Nachsorge- und Erholungshaus Irmengard-Hof am Chiemsee wurde 2015 eröffnet.
Rund um die Themen der Kinderhospizarbeit bietet die hauseigene Akademie ein umfangreiches Fort- und Weiterbildungsprogramm.
Viele Angebote werden über Spenden finanziert. Die Björn Schulz Stiftung ist umfassend geprüft und Trägerin des DZI-Spendensiegels. Im Januar 2023 trat die Stiftung der Initiative Transparente Zivilgesellschaft bei.

## Standorte der Stiftung
Die Björn Schulz Stiftung ist in Berlin, Brandenburg und Bayern vertreten. Der Stiftungssitz befindet sich in einem ehemaligen jüdischen Säuglings- und Kinderheim in der Wilhelm-Wolff-Straße in Berlin-Pankow. Dort sind auch der „Sonnenhof“ – ein Hospiz für Kinder, Jugendliche und junge Erwachsene – sowie die ambulanten Dienste und die Akademie untergebracht. Auch an den Standorten Potsdam und Brandenburg ist die Björn Schulz Stiftung mit verschiedenen ambulanten Diensten für die Familien da. Der „Irmengard-Hof“, das Nachsorge und Erholungshaus, befindet sich in Gstadt am Chiemsee.

## Organe der Stiftung
Vorständin ist Verena Stockfisch. Ihr zur Seite stehen ein Stiftungsrat und ein wissenschaftlich-politischer Beirat.